# Atatürkov muzej, Solun
Atatürkov muzej (grško Μουσείο Ατατούρκ, latinizirano: Mousío Atatúrk, turško Atatürk Evi Müzesi, dob. 'Atatürkov hišni muzej')  je zgodovinski hišni muzej v Solunu, Osrednja Makedonija, Grčija.

## Pregled
Hiša je rojstni kraj ustanovitelja sodobne Turčije, Mustafe Kemala Atatürka, ki se je tukaj rodil leta 1881. Gre za trinadstropno hišo z dvoriščem na ulici Apostolou Pavlou 24, poleg turškega konzulata.
V pritličju so štiri sobe. V 1. nadstropju je sprejemna soba z evropskimi kavči, veliko konzolno mizo in kovano žerjavnico; velika dnevna soba z nizkimi klopmi okoli sten; soba Kemalove mame s posteljo, klopjo in skrinjo; in kuhinjo, opremljeno s sodobnimi kuhinjskimi pripomočki. Najbolj impresivna soba v 2. nadstropju je tista, v kateri se je rodil Kemal, velika soba s klopjo, mizo in veliko žerjavnico. Obrnjena je proti drugi sobi, v kateri so razstavljeni nekateri Kemalovi osebni predmeti iz Ankare. Sem sodijo formalna oblačila, kadilski pripomočki, jedilni pribor, skodelice in drugi predmeti. Na stenah so obešeni vsi dokumenti, ki se nanašajo na Kemalove šolske dni. Na dvorišču še vedno raste granatno jabolko, ki ga je posadil Kemalov oče.
Stavba je bila popravljena leta 1981 in prebarvana v prvotno rožnato barvo. Večina pohištva je pristnega. Vse manjkajoče predmete so nadomestili s pohištvom iz Kemalovega mavzoleja in iz palače Topkapi v Carigradu. Na vseh stenah so fotografije v različnih obdobjih njegovega življenja.

## Zgodovina
Preden je grška vojska leta 1912 zavzela Solun, je bila hiša znana kot »okrožje Koca Kasım Paşa, ulica Islahhane«. Zgrajena je bila pred letom 1870 in leta 1935 jo je solunski mestni svet dal turški državi, ki se je odločila, da ga spremeni v muzej, posvečen Mustafi Kemalu Atatürku. Do istanbulskega pogroma leta 1955 se je ulica pred hišo imenovala Kemal Ataturk.
Leta 1981 so v Ankari zgradili repliko hiše.

## Galerija
- Pogled od zunaj
- Voščena skulptura
- Dnevna soba
- Atatürkove spalnice
- Atatürkovi osebni predmeti